# لاف الثالثة
لاف الثالثة (بالإنجليزية: LAV III)، كان يطلق عليه الجيش الكندي في الأصل اسم كودياك (بالإنجليزية: Kodiak)، هي الجيل الثالث من عائلة المركبات المدرعة الخفيفة (بالإنجليزية: Light Armoured Vehicle (LAV)) من مركبات المشاة القتالية، بنتها شركة جنرال ديناميكس لاند سيستمز ودخلت الخدمة لأول مرة في عام 1999. بنيت استنادا على المركبة السويسرية بيرانا (MOWAG IIIH 8x8).
تم تطويرها في كندا وهي مركبة المشاة الميكانيكية الأساسية في الجيش الكندي وجيش نيوزيلندا.

### التنقل

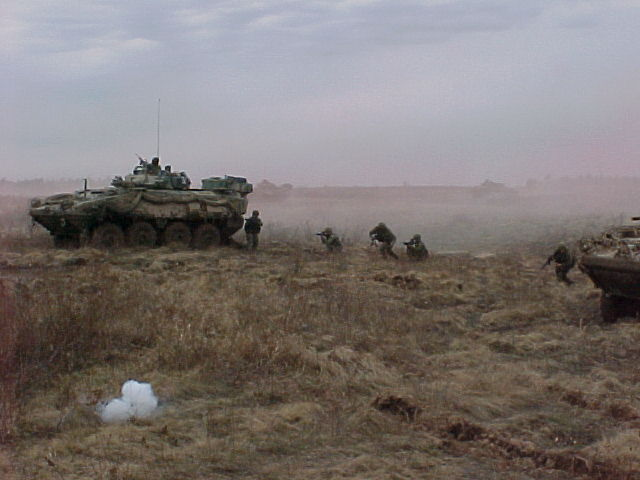
Infantry dismounting from a LAV III at CFB Gagetown

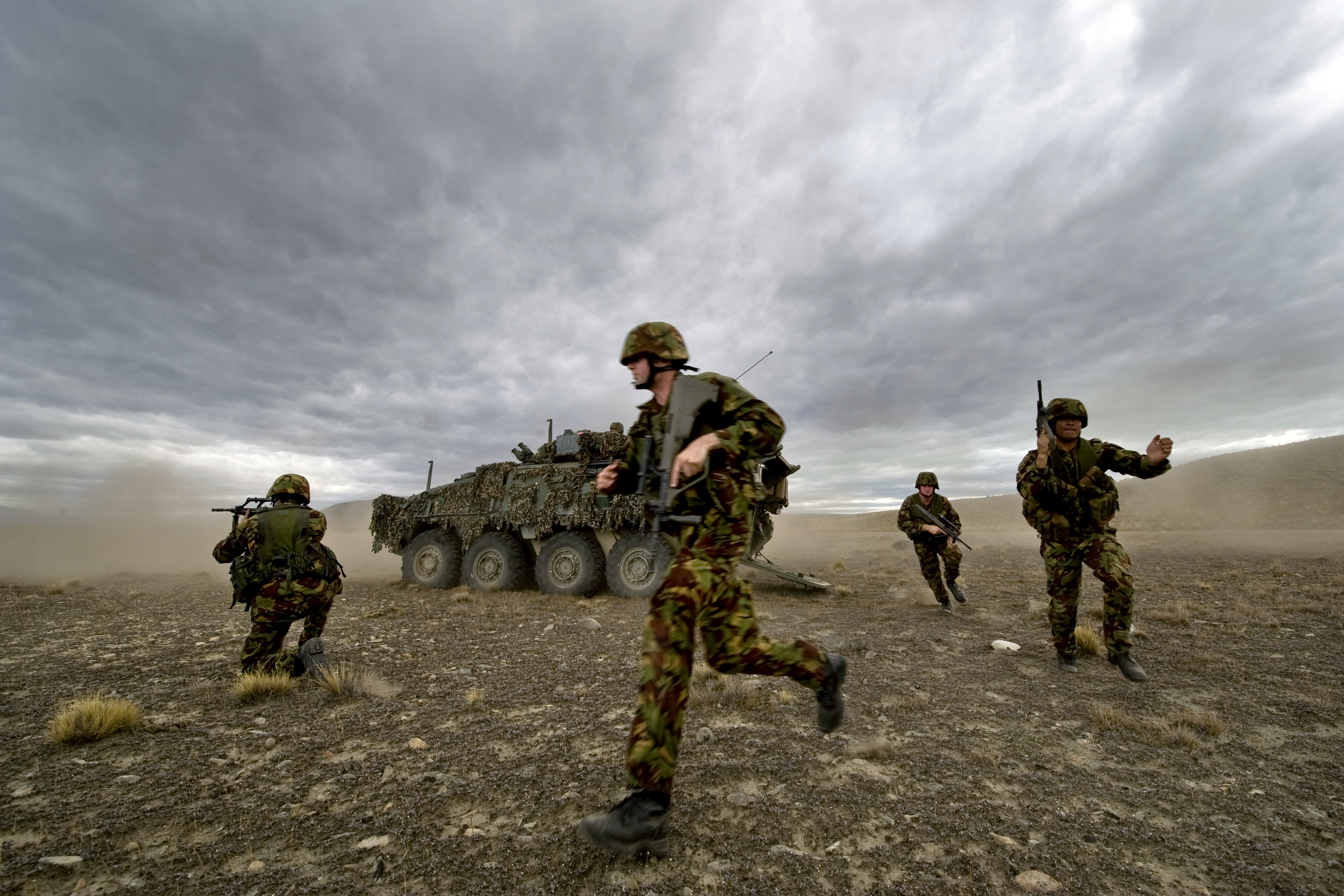
New Zealand Army soldiers with NZLAVs undergoing training at the Tekapo Military Camp

### حماية

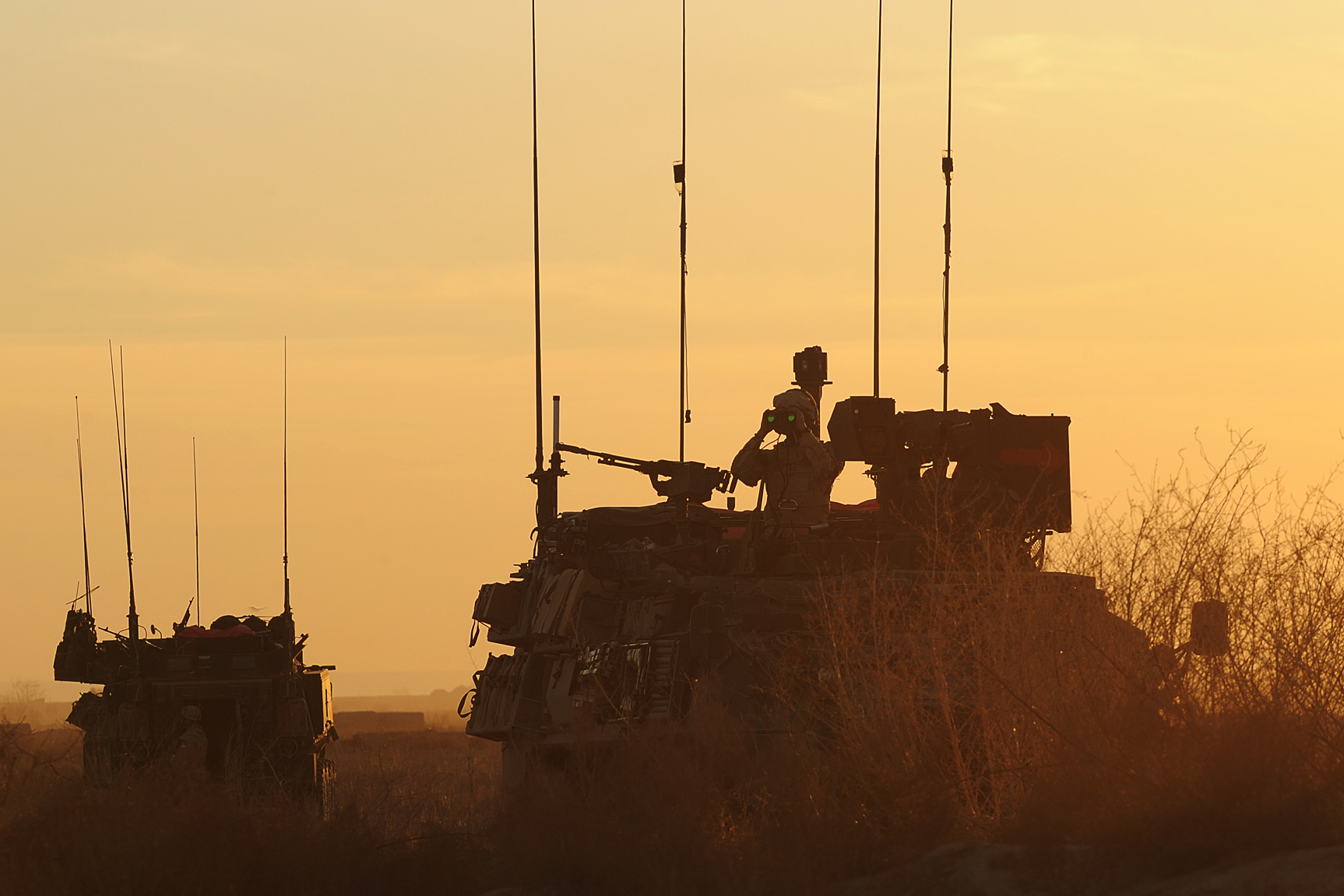
ELAV with a Nanuk Remotely Controlled Weapon

## تاريخ الخدمة

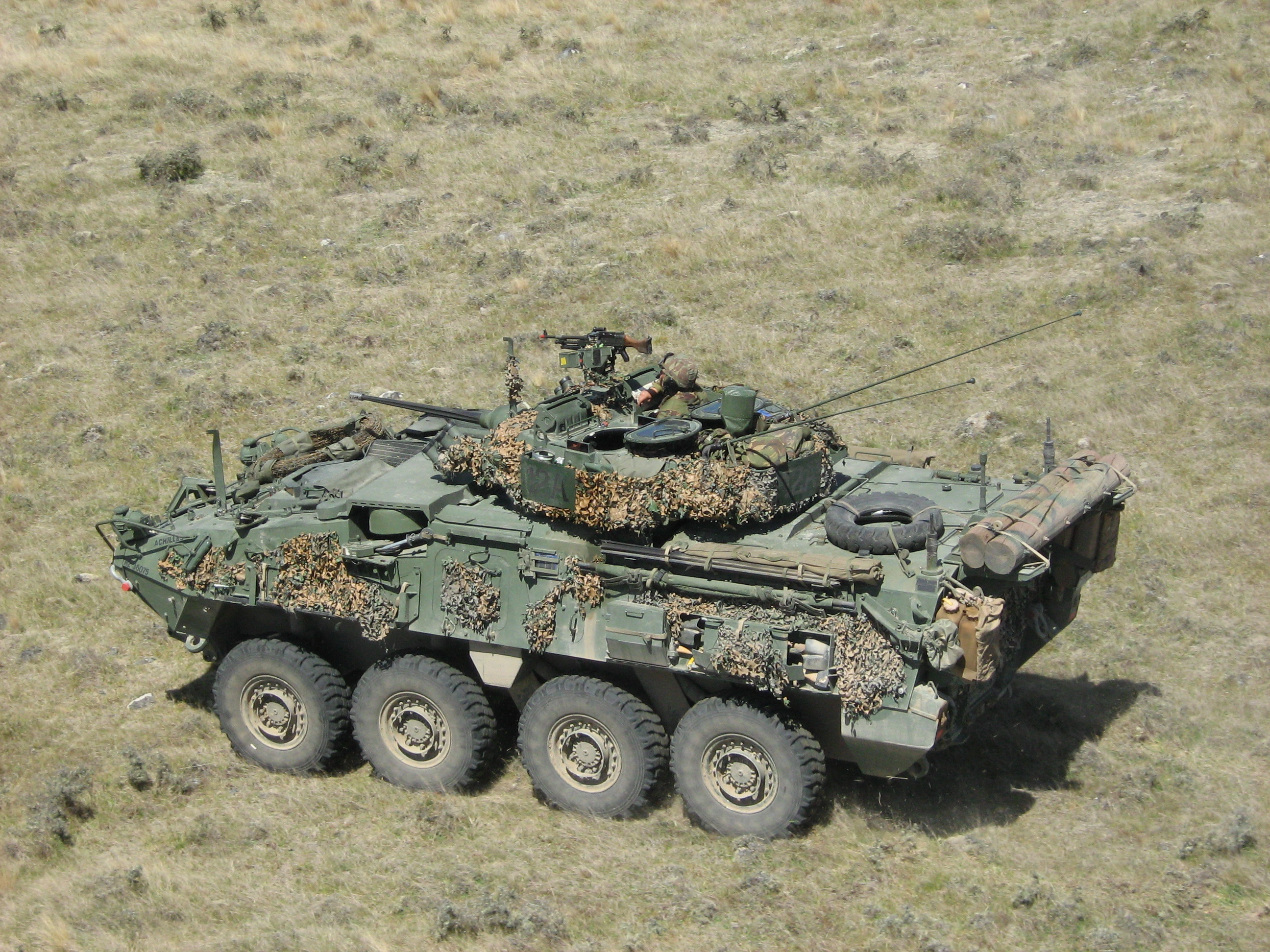
A لاف الثالثة

تم استخدام إصدارات (LAV III) وذات الصلة في ما يلي:
- بعثة الأمم المتحدة في إثيوبيا وإريتريا (UNMEE)
- بعثة الأمم المتحدة للإدارة المؤقتة في كوسوفو (UNMIK)
- بعثة الأمم المتحدة في البوسنة والهرسك (UNMIBH)
- بعثة الأمم المتحدة في هايتي (UNMIH)
- حرب أفغانستان (2001-2014) (ISAF)
- 2009 Napier shootings
- عملية لوتس  [لغات أخرى]‏
- زلزال كانتربري 2011
- النزاع الكولومبي (1964-2016)

## المتغيرات
- TOW Under Armour (TUA) – Standard LAV III turret replaced with بي جي إم-71 تاو Under Armour launcher for anti-tank purposes
- ناقلة جنود مدرعة
- Observation Post Vehicle (OPV)
- Command Post Vehicle (CPV) .
- Engineer LAV (ELAV) [4]
- Infantry Mobility Vehicle (IMV)
- Light Obstacle Blade (LOB)
- Recovery (LAV-R) – .

## المشغلين

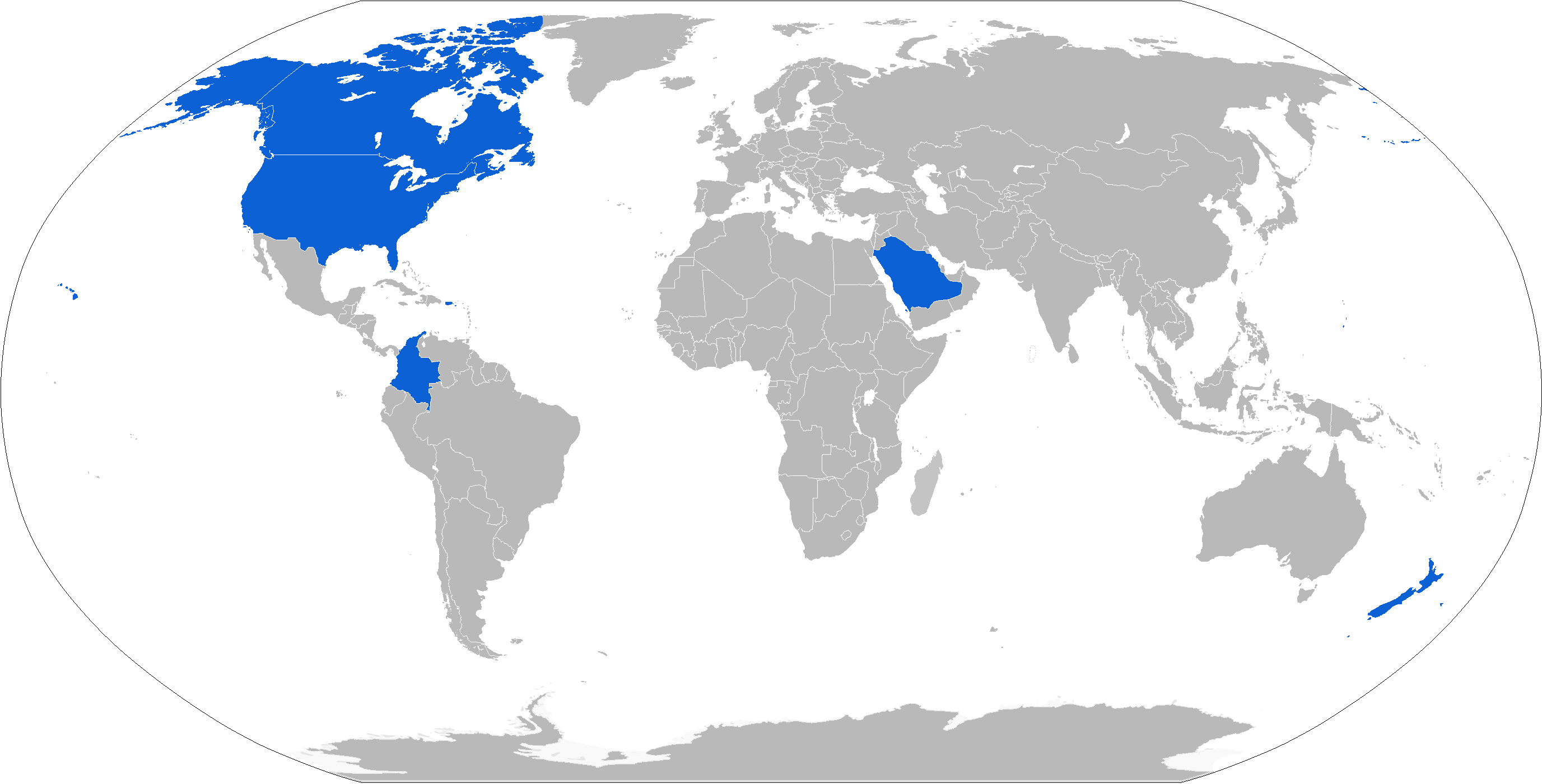
Map of LAV III operators in blue

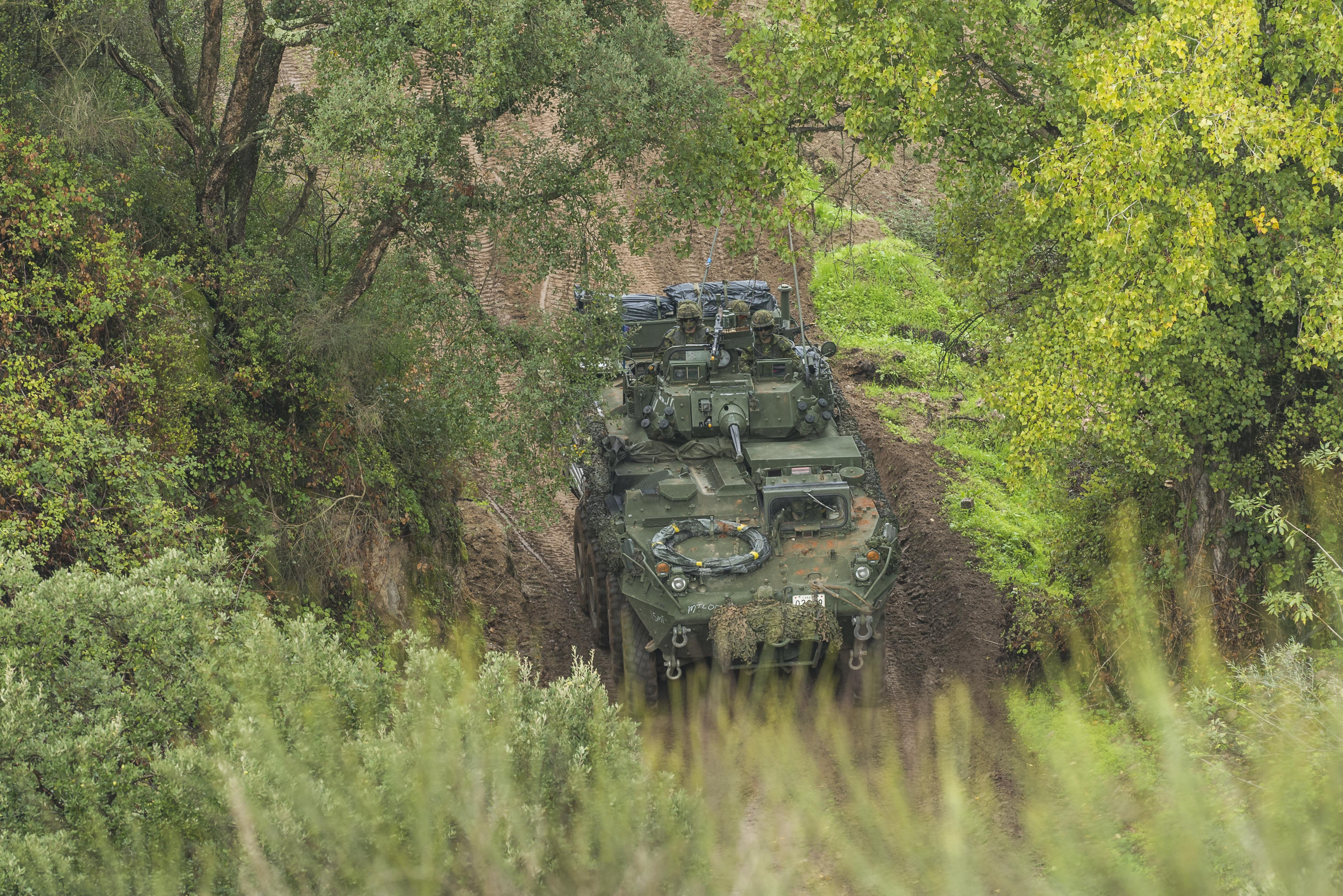
A LAV III during exercise TRIDENT JUNCTURE

### المشغلين الحاليين
- كندا

- الجيش الكندي – 651.

- نيوزيلندا

- الجيش النيوزيلندس – 105 NZLAVs

- السعودية

- وزارة الحرس الوطني (السعودية) – 19

- كولومبيا

- الجيش الوطني الكولومبي –

- الولايات المتحدة

- القوات البرية للولايات المتحدة .

## مركبات ذات صلة
- سترايكر ناقلة جنود مدرعة
- M1128 Mobile Gun System
- مواغ بيرانا
- لاف-25
- ASLAV

## وصلات خارجية
- Canadian Army LAV III specifications
- http://www.gdlscanada.com/pdf/LAVspec.pdf نسخة محفوظة 18 أكتوبر 2006 على موقع واي باك مشين.
- New Zealand Army NZLAV page
- Prime Portal - LAV III walk-around (1)
- Prime Portal - LAV III walk-around (2)
- Prime Portal - LAV III C2 walk-around
- Prime Portal - LAV III TUA walk-around
- Prime Portal - ELAV walk-around
- -LAV-III Engineer Walk Around